# Aglomeração urbana do Sul
A aglomeração urbana do Sul é uma aglomeração urbana do estado brasileiro do Rio Grande do Sul. Originalmente chamada Aglomeração Urbana de Pelotas, era formada pelos municípios de Pelotas e Capão do Leão, conforme lei complementar nº 9184 de 26 de dezembro de 1990; através da lei complementar nº 11876 de 26 de dezembro de 2002, a aglomeração recebe sua atual denominação. Pela mesma lei passaram a fazer parte também os municípios de Arroio do Padre, Rio Grande e São José do Norte.

## Munícipios
| Município         | População (2010) | População (2021) | Crescimento |
| ----------------- | ---------------- | ---------------- | ----------- |
| Pelotas           | 328 275          | 343 826          | +4.74%      |
| Rio Grande        | 197 253          | 212 881          | +7.92%      |
| São José do Norte | 25 523           | 27 866           | +9.17%      |
| Capão do Leão     | 24 294           | 25 462           | +4.80%      |
| Arroio do Padre   | 2 730            | 2 966            | +8.64%      |
| TOTAL             | 577 578          | 613 001          | +6.13%      |